# تشخیص خودکار شماره پلاک خودرو

دوربین سامانهٔ تشخیص پلاک خودرو

تشخیص خودکار شماره پلاک خودرو∗ سامانه‌ای برای خواندن پلاک وسیله نقلیه با استفاده از نویسه‌خوان نوری است. شماره پلاک خودرو یکی از مناسب‌ترین اقلام اطلاعاتی جهت احراز هویت خودروها می‌باشد. تشخیص خودکار شماره پلاک خودرو سامانه‌ای کاملاً مکانیزه است که با استفاده از پردازش تصویر خودروهای عبوری از یک مکان، شماره پلاک آن‌ها را استخراج می‌کند. برای استفاده از این سامانه، نیازی به نصب و تجهیز خودروها به وسیلهٔ دیگری (مانند GPS یا برچسب‌های رادیویی- RFID Tag) وجود ندارد. این سامانه با استفاده از دوربین‌های مخصوص، تصویری از خودرو در حال عبور اخذ می‌کند و آن تصویر را جهت پردازش توسط نرم‌افزار تشخیص پلاک خودرو به رایانه ارسال می‌کند. از این سامانه می‌توان در زمینه‌های امنیتی و ترافیکی بسیار بهره گرفت.

دوربین نصب شده تشخیص پلاک خودرو

## امکانات سیستم‌های تشخیص پلاک خودرو به روش پردازش تصویر
امکان تشخیص تمامی اعداد و حروف پلاک و شناسایی منطقه پلاک صادرشده
امکان تشخیص تمامی پلاک‌های موجود در کشور
امکان دریافت عکس از دوربین‌های رنگی و سیاه و سفید و IR تحت شبکه
تشخیص محل پلاک در عکس
امکان تشخیص چندین پلاک در یک عکس
امکان ارتباط با بانک اطلاعاتی سیستم پارکینگ جهت کنترل تردد خودروهای تعریف شده
امکان ارسال اطلاعات خودروهای ممنوعه در بانک اطلاعاتی سیستم از طریق شبکه، GPRS , SMS و MMS

## اطلاعات فنی سیستم تشخیص پلاک خودرو
امکان تشخیص پلاک از فیلم زنده در دوربین‌های تحت شبکه و DVR
سرعت بسیار بالا در تشخیص پلاک (کمتر از ۲۰۰ میلی ثانیه)
دقت بالا و امکان تشخیص چندین پلاک در یک عکس

## کاربردهای سامانهٔ تشخیص پلاک

### کنترل و اخذ عوارض ورود به محدوده طرح ترافیک
امروزه شهرهای بسیاری ورود خودروها به منطقه مرکزی شهر را به منظور کنترل ترافیکِ آن محدود ساخته‌اند. از آنجا که استفاده از روش‌های سنتی (قرار دادن نیروهای پلیس در تمامی مبادی محدوده) هم پر هزینه و هم کم دقت است، راه حل‌های جدیدی برای کنترل و اخذ عوارض ورود به محدوده پرتردد شهرها∗ پیشنهاد شده است. یکی از این راه حل‌ها (که برای مثال در استکهلم و لندن استفاده می‌شود) استفاده از فناوری تشخیص پلاک خودرو است. در این راه حل، دوربین‌های تشخیص پلاک خودرو در تمامی مبادی طرح نصب می‌شوند و ورود هر خودرو به محدوده طرح ثبت می‌شود. سپس مانند روش اخذ عوارض، فرصتی به راننده داده می‌شود تا عوارض ورود به طرح را تا زمان مقرر پرداخت کند. در غیر اینصورت، راننده طبق قانون ملزم به پرداخت جریمه خواهد بود.

### اخذ عوارض جاده‌ها و بزرگراه‌ها به صورت خودکار
از آنجا که وجود مانع بر سر راه خودروها در عوارضی‌ها باعث کند شدن حرکت، ایجاد ترافیک، و به تبع آن آلودگی محیط زیست می‌شود، راه‌های مختلفی برای حذف موانعِ موجود در عوارضی‌ها پیشنهاد شده است. یکی از این راه‌ها استفاده از سامانهٔ تشخیص پلاک خودرو می‌باشد. در این راه حل، خودروها بدون نیاز به توقف از عوارضی‌ها عبور می‌کنند و سامانهٔ تشخیص پلاک خودرو شماره پلاک آن‌ها را ثبت می‌کند. بر اساس شماره پلاک، عوارض مربوط محاسبه می‌شود و راننده ملزم به پرداخت عوارض در زمان مشخصی خواهد بود. در صورت عدم پرداخت عوارض در زمان مقرر، خودرو طبق قانون جریمه خواهد شد.
به این روش عوارض ویدئویی (به انگلیسی: Video Tolling) گفته می‌شود.

### محاسبه مدت سفر
تخمین مدتِ زمان سفر یکی از کاربردهای مهم سیستم‌های ترافیک هوشمند می‌باشد. در این کاربرد، مسافران می‌توانند پیش از سفر به آمارها و اطلاعات مربوط مراجعه کنند و تخمینی از مدتِ زمان سفر میان مبدأ و مقصد خود داشته باشند. سامانه تشخیص پلاک خودرو یکی از راه حل‌های مناسب جهت این کاربرد به‌شمار می‌رود. در این راه حل، سامانهٔ تشخیص پلاک خودرو در نقاط مختلف یک جاده نصب می‌شود (برای مثال در مبدأ و مقصد) و بنابراین مدت زمان سفر را به صورت تفکیک شده برای هر خودرو محاسبه می‌کند. با تحلیل آماری این مدت برای تمامی خودروها می‌توان با دقتِ مطلوبی، متوسط و تغییراتِ آن در زمان‌های مختلف روز و هفته را در جاده اندازه گرفت و برای تصمیم‌گیری در اختیار عموم قرار داد.

### اندازه‌گیری سرعت متوسط خودروها
علاوه بر روش‌های معمولِ اندازه‌گیری سرعت که در یک نقطهٔ خاص سرعت خودروها را محاسبه می‌کنند، روش‌هایی نیز جهت محاسبه سرعت متوسط خودروها در یک مسیر وجود دارد. جهت اندازه‌گیریِ سرعتِ متوسط نیاز به تشخیص هویت خودروها در ابتدا و انتهای مسیر می‌باشد. تشخیص پلاک خودرو یکی از راه‌های مناسب جهت تشخیص هویت خودروها و به تبعِ آن اندازه‌گیریِ سرعت متوسط آن‌ها می‌باشد. در این راه حل، دوربین‌های تشخیص پلاک در چندین نقطه از مسیر نصب می‌شوند و با ثبتِ زمان تردد خودرو از مقابل هر یک از آنها، امکان محاسبه سرعت متوسط خودرو میان هر دو نقطه متوالی وجود دارد. در این راه حل، حتی اگر رانندگان در مقابل این دوربین‌ها ترمز کنند تأثیر چندانی در سرعت متوسط محاسبه شده در مسیر نخواهند گذاشت و بنابراین تا حدی در مقایسه با روش‌های مبتنی بر سرعتِ نقطه‌ای برتری دارد.
- دیده‌بانی معابر، گلوگاه‌ها و مرزها و گزارش سریع خودروهای سرقتی عبور کرده از آنها
- ثبت اطلاعات ترافیکی دقیق و جامع از تردد خودروها در معابر

### مدیریت هوشمند پارکینگ‌ها
روزانه ترددهای زیادی در انواع پارکینگ‌های عمومی و خصوصی انجام می‌شود. مدیریت این ترددها کاری طاقت فرساست و خطای زیادی در این روش وجود دارد. پارکینگ‌ها به صورت سنتی توسط چندین نیروی انسانی کنترل می‌شوند. امروزه با توجه به پیشرفت‌های زیادی که در زمینهٔ پردازش تصویر صورت گرفته است، ابزارهای مختلفی برای کنترل تردد توسعه یافته است. از جملهٔ این ابزارها، پلاک خوان است. پلاک خوان می‌تواند به صورت سریع و هوشمند پلاک خودروها را بخواند و آن‌ها را ثبت و پردازش نماید. اگر پلاک خوان، دارای امکانات جامعی باشد، دیگر نیازی به نیروی انسانی نیست و تمامی کارها به صورت خودکار توسط پلاک خوان انجام می‌شود.
در برخی سامانه‌ها، نرم‌افزار تشخیص پلاک به صورت یکپارچه با سخت‌افزارهایی نظیر دوربین، راهبند، RFID و کارت‌خوان ترکیب شده‌است. این سیستم‌ها علاوه بر شناسایی خودروها، ورود و خروج آن‌ها را به شکل هوشمند مدیریت می‌ کنند. امکاناتی همچون ثبت دقیق ورود و خروج، صدور گزارش‌های آماری، اتصال به سامانه های مالی و کنترل خودکار راهبند از جمله ویژگی‌های این نرم‌افزارها است که آن‌ها را برای استفاده در پارکینگ‌های عمومی، سازمانی و اماکن پرتردد مناسب ساخته‌است.

## خطاهای پلاک خوانی
خطای نخواندن پلاک: یکی از بدترین انوع خطاهای این گونه سیستم‌هاست. در این نوع خطا خودرو از مقابل دوربین عبور می‌کند ولی دوربین آن را تشخیص نمی‌دهد. به صورت عرفی این میزان خطا بین ۱ تا ۴ درصد است.
خطای تشخیص غیر پلاک: تشخیص سایر نوشته‌ها، زمین و بدنه خودروها به جای پلاک. به صورت عرفی این میزان خطا حدود ۱ درصد است.
خطای قرائت اشتباه پلاک: از میزان خودروهایی که از مقابل دوربین در یک بازه زمانی عبور می‌کنند محاسبه می‌شود. بدین صورت که پس از عبور تعداد قابل توجهی خودرو، تعداد خودروهایی که فاقد پلاک بوده‌اند، یا پلاکشان به گونه ای بوده که با چشم نیز قابل خواندن نبوده کسر می‌گردد (پلاک مخدوش)، سپس از بین سایر خودروها مواردی که یک یا چند کاراکتر پلاک درست خوانده نشده به عنوان خطا در نظر گرفته می‌شود. صحت پلاک خوانی از محاسبه این پارامتر محاسبه خواهد شد.
مثال
۱۵۰ خودرو از جلو دوربین عبور می‌کند.
از این تعداد ۳ خودرو فاقد پلاک بوده‌اند، که البته ۲ عدد دیگر از آن خودروها پلاک بسیار خراب و غیرقابل تشخیص داشته‌اند.
در خروجی دوربین ۱۴۶ پلاک ثبت شده که تعداد ۴ عدد آن مربوط به تصویر باربند خودرو می‌باشد، همچنین ۱۰ مورد خطا در خواندن کارکتر پلاک رخ داده است:
شرح عملکرد این سیستم به شرح زیر است:
|                              | روش محاسبه                                | مقدار در این مثال | موضوع                           |  |
|                              | ورودی مسئله                               | ۱۵۰               | (a)تعداد کل خودرو عبوری         |  |
|                              | ورودی مسئله                               | ۳                 | {b}تعداد خودرو فاقد پلاک        |  |
|                              | ورودی مسئله                               | ۲                 | {c}تعداد خودرو دارای پلاک مخدوش |  |
|                              | {c}-{b}-{a} (۳ - ۲ - ۱۵۰)                 | ۱۴۵               | {d}تعداد خودروهای قابل احصا     |  |
|                              | ورودی مسئله                               | ۱۴۶               | {e}تعداد کل قرایت               |  |
|                              | ورودی مسئله                               | ۴                 | {f}تعداد خطای تشخیص غیر پلاک    |  |
|                              | ورودی مسئله                               | ۱۰                | {g}تعداد خطای پلاک خوانی        |  |
|                              | {f}-{e} (۴–۱۴۶)                           | ۱۴۲               | {h}تعداد کل قرایت قابل قبول     |  |
| محاسبه پارامترهای دقت سامانه |                                           |                   |                                 |  |
|                              | ۱۰۰*{f}÷ {g} ۱۰۰*(۴÷ ۱۴۶)                 | ~۲٫۷٪             | خطای تشخیص غیر پلاک             |  |
|                              | ۱۰۰ * ({d}÷ ({h}-{d} ۱۰۰* ۱۴۵ ÷ (۱۴۲–۱۴۵) | ~۲٫۰۶٪            | خطای میسد پلاک                  |  |
|                              |                                           |                   |                                 |  |

## دقت پلاک خوانی
نکته مهم در خصوص دقت سامانه‌های پلاک‌خوانی این است که برخی فروشندگان دقت سیستم خود را به عنوان خطا به ازای هر کاراکتر می‌گویند و این معیاری است متفاوت؛ زیرا به صورت معمول در هر پلاک ۸ کاراکتر داریم، به عنوان مثال اگر کسی اعلام کند پلاک خوانی با دقت ۹۸ در صد در هر کاراکتر دارد معادل ۱۰۰*۸ ^ ۰٫۹۸ یعنی چیزی در حدود ۸۵ درصد دقت در خواندن پلاک دارد.
نکته دیگر اینکه برخی سامانه‌ها دقت بالایی در میان پلاک‌هایی که می‌خوانند دارند (مثلا ۹۶). ولی به میزان قابل توجهی از پلاک‌ها را نمی‌بینند و اصطلاحاً dismiss بالایی دارند؛ لذا همواره باید این دو معیار را همزمان برای انتخاب در نظر گرفت.
در نهایت در گذشته دقت ۸۵ درصد صحت پلاک خوانی، دقت خوبی به‌شمار می‌آمد ولی امروزه سیستم‌هایی با دقت ۹۵ و بالاتر هم یافت می‌شود، ولی باید مراقب تبلیغات بود و حتماً ادعاها را در عمل ارزیابی علمی نمود.

## امکانات جانبی سامانه تشخیص خودکار شماره پلاک خودرو
در سامانه پلاک خوان امکانات جانبی بیشتر بنابر خواست خریدار نصب و به سیستم افزوده خواهد شد. امکاناتی نظیر: سنسور نوری تشخیص مانع، کارت‌های حافظه دار یا بارکد دو بعدی، دوربین نظارتی، دوربین ثبت چهره راننده، تابلوی نمایشگر، UPS یا باتری پشتیبان